# Kiran Shah
Kiran Shah (28 de setembre de 1956 a Nairobi, Kenya), és un actor i especialista africà que resideix a Anglaterra.
Va néixer a Nairobi, Kenya. Shah va viure a Kenya fins que va tenir 12 anys, quan es va traslladar a l'Índia amb la seva família. Mentre vivia a l'Índia, es va interessar en les pel·lícules, i quan la seva família es va traslladar a Londres, es va veure embolicat en el món de l'espectacle.

## Filmografia
- Superman (1979)
- Superman II (1980)
- The Dark Crystal (1982)
- Indiana Jones and the Temple of Doom (1984)
- Legend (1985)
- Aliens (1986)
- Le signe des quatre (1987)
- Titanic (1997)
- Alice in Wonderland (1999)
- The Lord of the Rings: The Fellowship of the Ring (2001)
- The Lord of the Rings: The Two Towers (2002)
- The Lord of the Rings: The Return of the King (2003)
- The Chronicles of Narnia: The Lion, the Witch and the Wardrobe (2005)
- Star Wars episodi VII: El despertar de la força (2015)